# نرگا (اکلاهما)
نرگا(به انگلیسی: Norge) شهری در ایالت اکلاهما کشور ایالات متحده آمریکا است که جمعیت آن در سرشماری سال ۲۰۱۰ میلادی، ۱۴۵ نفر بوده‌است.